# Міст Япома
Міст Япома (також відомий як Німецький міст в Едеа)— це залізничний міст через річку Санага поблизу міста Едеа, Камерун.

## Історія
Сталевий міст було побудовано в 1911 році для німецької колонії Камерун, як частину залізниці Mittellandbahn, що йшла від Дуали через Едеа до Есеки. Міст був початково зібраний в Німеччині для тестування, потім розібраний і перевезений частинами в Камерун. На момент побудови це був найбільший міст в Африці: проліт між його опорами становив 159,6 метри, в порівнянні з 156,5 метрами Мосту водоспада Вікторії. 
Стратегічне значення цього мосту було помітне під час Камерунської кампанії: ьіля нього відбувались події першої і другої битв при Едеа. 
До початку 1980-тих років міст Япома був єдиним мостом через Санагу. Після побудови поряд з ним нового автомобільно-залізничного мосту, він використувується як пішохідний і велосипедний міст.
На святкуванні 50-річчя Goethe-Institut в Яунде, що відбувалось 2011 року, сторічний міст був названий "Мостом Культури" і символом німецько-камерунського культурного обміну. В рамках мистецького проєкту поряд з ним були встановлені скульптурні композиції.

## Галерея

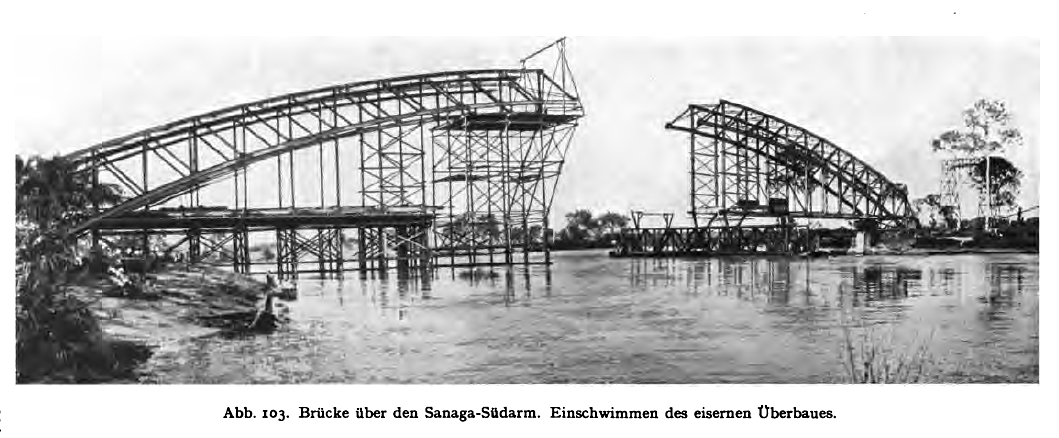
Побудова мосту.
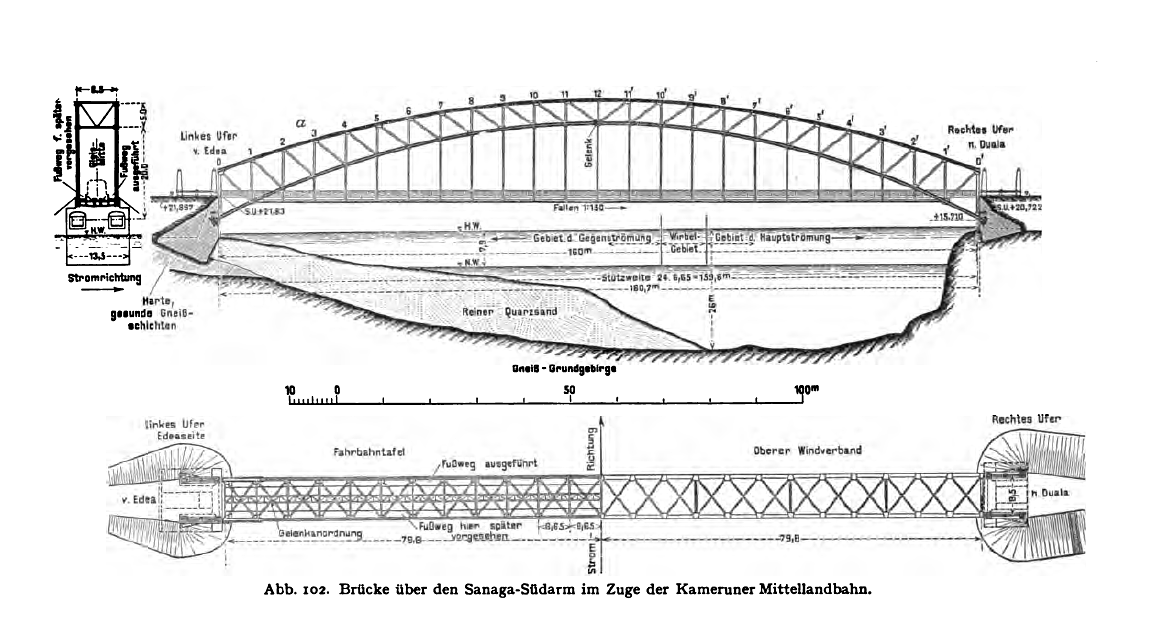
Схема з позначеними розмірами мосту. 1916
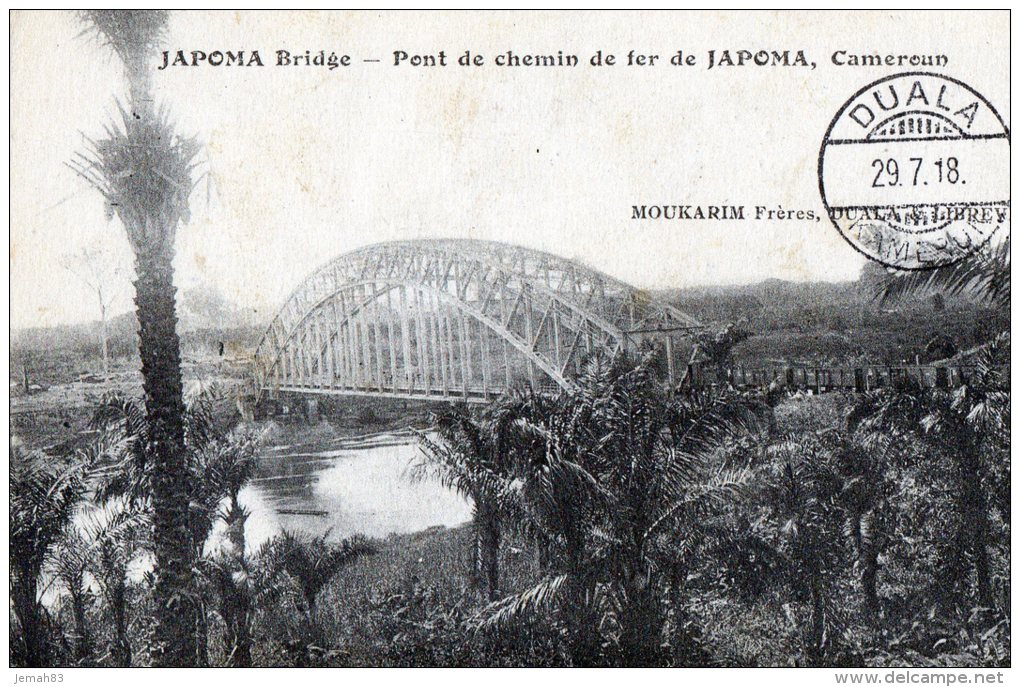
Поштова листівка з зображенням мосту
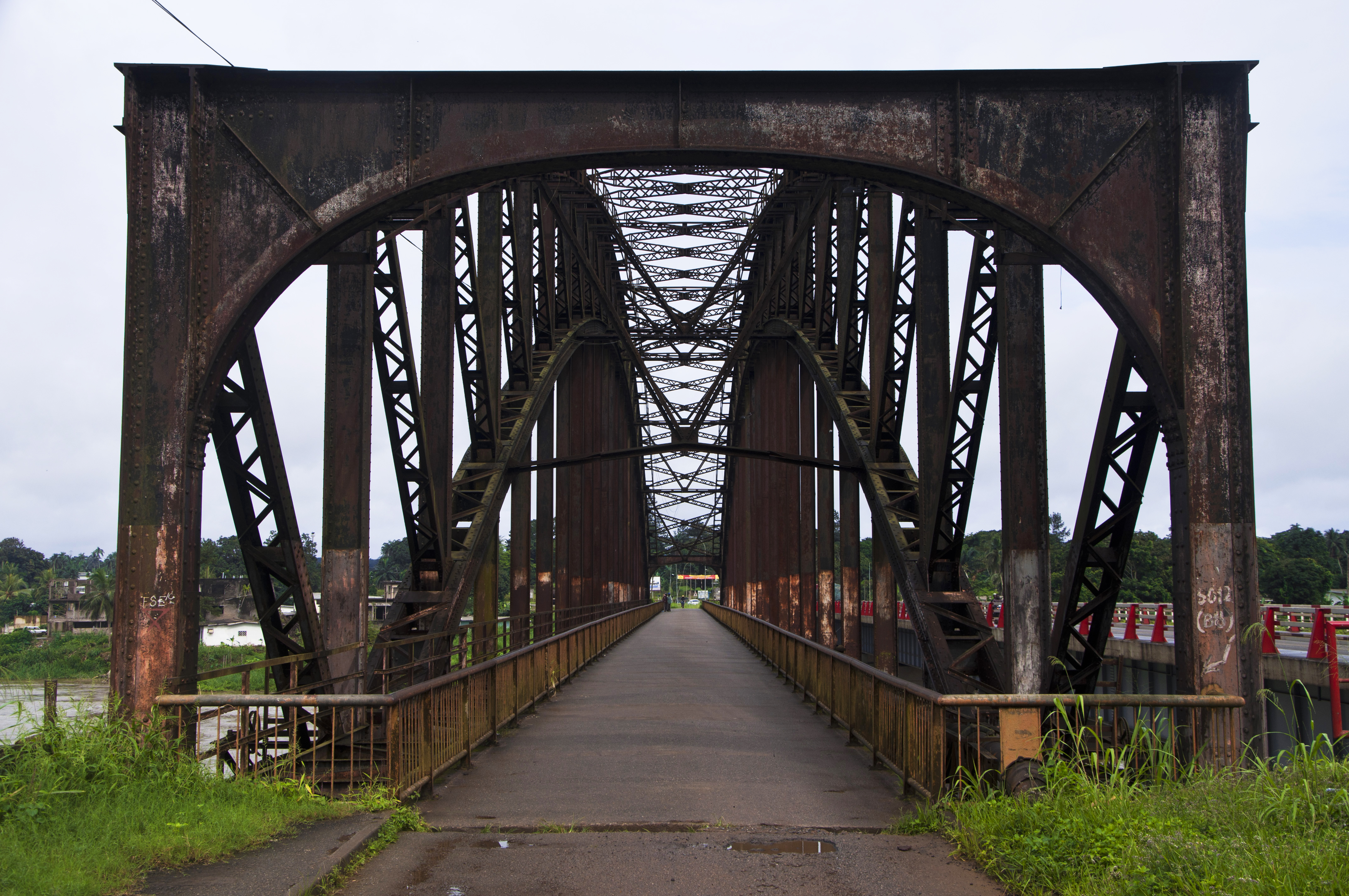
В'їзд на міст
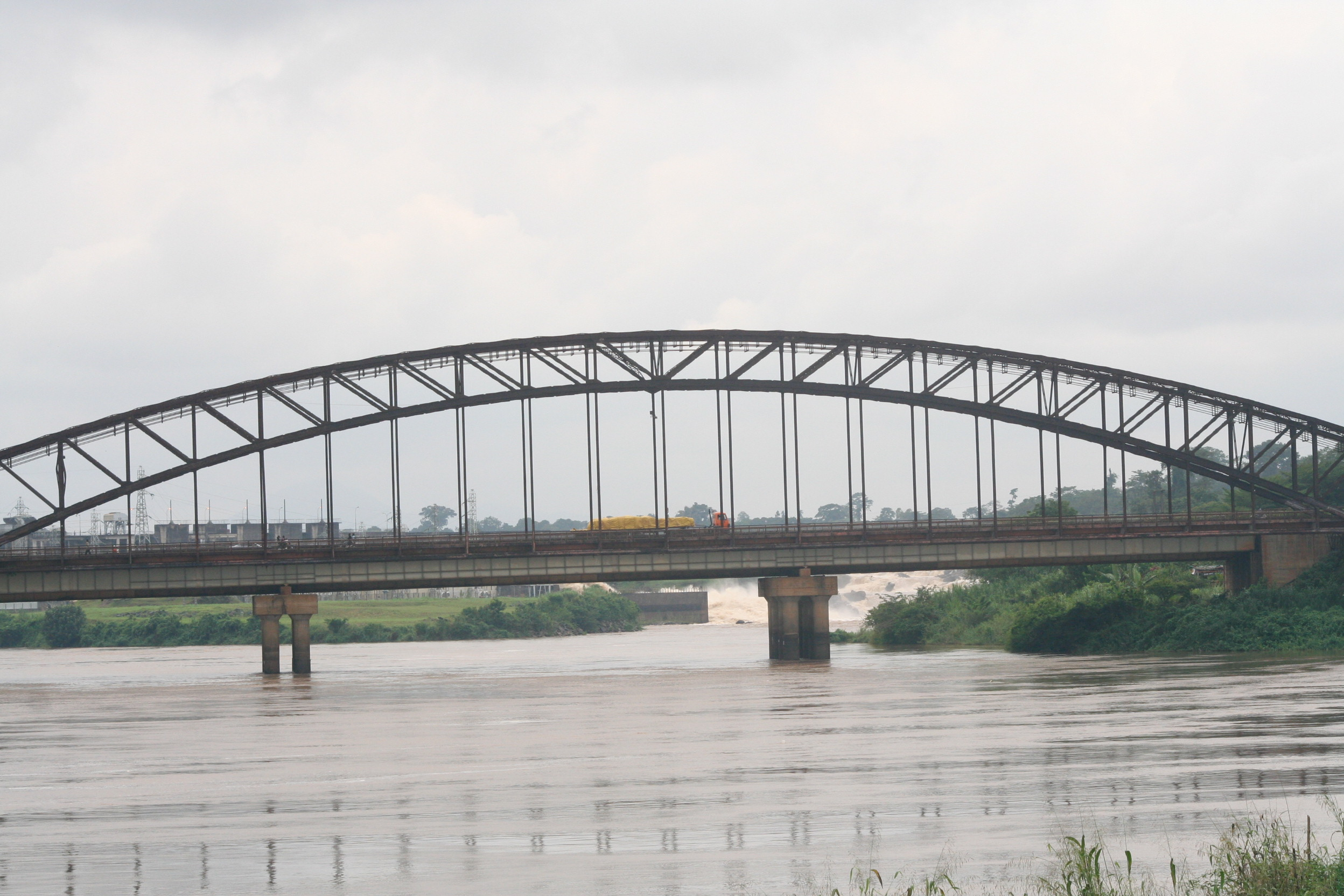
Вид на міст збоку
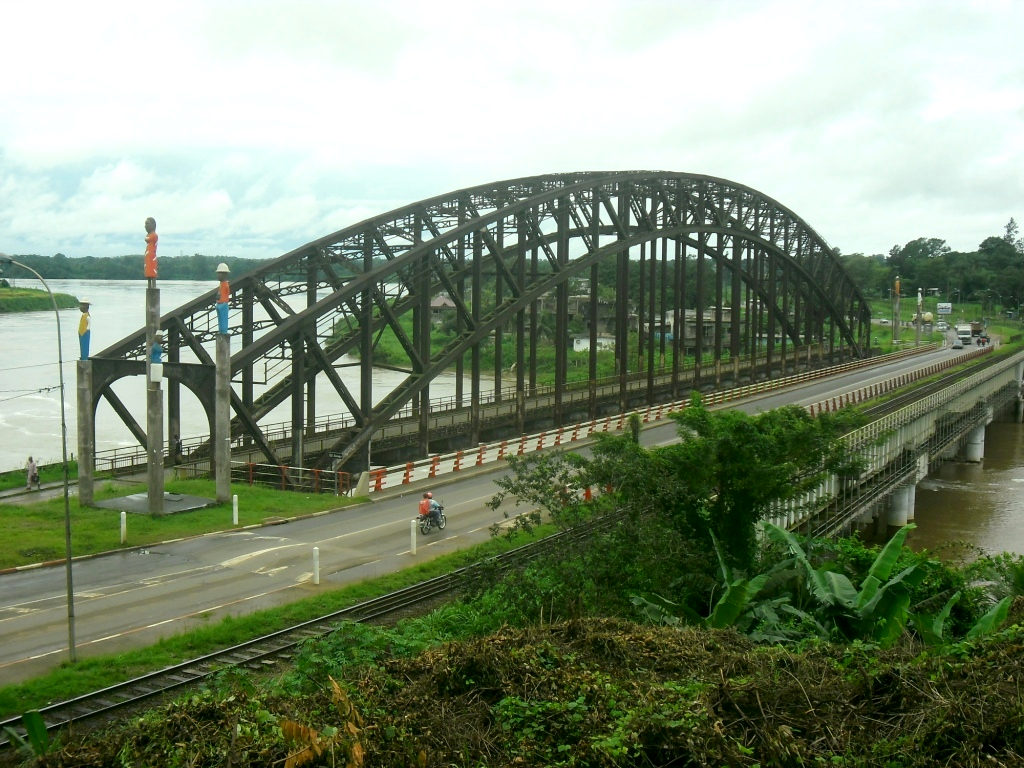
Вид на міст: видно новий міст і скульптурну композицію